# Inspekční prohlídka výtahu
Inspekční prohlídka výtahu je dle ČSN 27 4007 posouzení technického stavu výtahu za účelem vyhodnocení bezpečnostní úrovně výtahu z hlediska vyskytujících se provozních rizik podle ČSN EN 81-80 a stanovení konstrukčních opatření k jejich odstranění. 

## Kdo provádí
Inspekční prohlídku provádí inspekční orgán typu A podle ČSN EN ISO/IEC 17020, který má vymezený předmět akreditace na výtahy, není-li právními předpisy stanoveno jinak.

## Lhůty

### Výtahy určené k dopravě osob nebo osob a nákladů
- První inspekční prohlídka u výtahů uvedených do provozu - 9 let od data uvedení do provozu
- Opakované inspekční prohlídky - 6 let

## Ostatní
U výtahů určených pouze k dopravě nákladů a u malých nákladních výtahů se termíny a lhůty inspekčních prohlídek nestanoví.